# Radko Martínek
Radko Martínek (ur. 6 czerwca 1956 w Brnie) – czeski polityk, nauczyciel i samorządowiec, poseł, senator, minister rozwoju regionalnego (2005–2006) oraz hetman kraju pardubickiego (2008–2012).

## Biografia

### Wykształcenie i działalność zawodowa
Urodził się w 1956 w Brnie. Został absolwentem gimnazjum w Jevíčku. Studiował historię na wydziale filozoficznym Uniwersytetu Palackiego w Ołomuńcu, uzyskując magisterium w 1980. Po ukończeniu studiów podjął pracę jako nauczyciel, pracował w tym zawodzie przez kilkanaście lat, ucząc historii i wiedzy o społeczeństwie w szkołach średnich w Moravskiej Třebovie.

### Działalność polityczna
W 1979 wstąpił w szeregi Komunistycznej Partii Czechosłowacji (KSČ), której członkiem był do końca następnej dekady. W 1996 został członkiem Czeskiej Partii Socjaldemokratycznej (ČSSD). W 1994 został wybrany do rady miasta Moravská Třebová, uzyskiwał reelekcję w kolejnych wyborach. Od 1994 do 2008 wchodził w skład zarządu miasta, do 1994 do 1998 pełnił funkcję burmistrza.
W wyborach parlamentarnych do Izby Poselskiej w 1998 uzyskał mandat posła z kraju wschodnioczeskiego. Wchodził w skład komisji administracji publicznej, rozwoju regionalnego i środowiska. W latach 2000–2002 był również zastępcą przewodniczącego klubu parlamentarnego ČSSD. W kolejnych wyborach w 2002 z powodzeniem ubiegał się o reelekcję. Do 2003 był ponownie wiceprzewodniczącym klubu deputowanych, a od 2002 do 2005 pełnił funkcję przewodniczącego komisji administracji publicznej, rozwoju regionalnego i środowiska. 25 kwietnia 2005 został powołany na urząd ministra rozwoju regionalnego w rządzie Jiříego Paroubka. Funkcję tę sprawował do 4 września 2006, kiedy to socjaldemokraci ponieśli porażkę w kolejnych wyborach i przeszli do opozycji.
Radko Martínek utrzymał mandat poselski, w nowej kadencji był wiceprzewodniczącym jednej z komisji. Zrezygnował z zasiadania w Izbie Poselskiej w 2009. Powodem rezygnacji było zaangażowanie się w politykę regionalną. W wyborach samorządowych w 2008, stojąc na czele socjaldemokratów w kraju pardubickim, udało mu się uzyskać 35,7% głosów i 19 mandatów w regionalnym przedstawicielstwie. W listopadzie tego samego roku został czwartym w historii hetmanem kraju pardubickiego. Funkcję tę sprawował do 2012.
W 2012 wystartował w wyborach do Senatu Republiki Czeskiej z okręgu nr 50 (Svitavy), uzyskując mandat senatorski wynikiem 69,7%. W 2014 został doradcą premiera Bohuslava Sobotki do spraw środowiska, energetyki, rozwoju lokalnego i rolnictwa. Ponadto w tym samym roku ponownie wszedł w skład zarządu miasta Moravská Třebová oraz został członkiem rady miejskiej. Mandat senatora wykonywał do końca sześcioletniej kadencji w 2018. W 2020 ponownie wybrany na radnego kraju pardubickiego.

## Życie prywatne
W 1979 zawarł związek małżeński z Janą Martínkovą (zm. 2015). Ma dwie córki: Radkę i Hanę. Na początku 2010 podczas jazdy na nartach doznał wypadku, uszkadzając nerkę, przez co kilka tygodni spędził w szpitalu. W marcu 2011 pomyślnie przeszedł przeszczep nerki w szpitalu uniwersyteckim w miejscowości Hradec Králové.